# Йово Йованович
Йово Йованович, известен и с побългареното име Иван Иванович (на сръбски: Јово Јовановић) и с псевдонима Църногорецът, е черногорски анархист, участник в българското национално освободително движение в Македония като деец на Върховния македоно-одрински комитет и Вътрешната македоно-одринска революционна организация.

## Биография
Йованович е роден в 1874 година в град Цетине. Повлиян от анархистките идеи, участва в заговора срещу крал Никола I и получава задочна смъртна присъда. Бяга в Сърбия, където става офицер, а по-късно емигрира в България. Влиза във ВМОК и в 1902 година е четник при мичман Тодор Саев. По време на Илинденско-Преображенското въстание навлиза в Македония с четата на Гьорче Петров и Лука Иванов. Взима участие в сражението при Чанище на 2 октомври 1903 година, в което губи едното си око.
В 1904 година е назначен за войвода в Битолско. Георги Попхристов си спомня за него:
| „ | Той беше влязъл в града и оттам Павел Христов, колкото да се отърве от него, ми го изпраща да го назнача за войвода. Но аз, като видях, че той хич не отговаря за такава длъжност, реших да го върна обратно отдето беше дошъл. Йованович ми се видя страхлив човек, неуравновесен, щеше да изложи населението и да създава само афери. Съвсем неподходящ за такава работа. | “ |

След Младотурската революция от юли 1908 година минава в легалност. Сближава се с Яне Сандански и се поставя в услуга на новата турска власт. Назначен е за инспектор на българските и сръбските училища в Битолския вилает. Йованович пречи на опитите на Алексо Стефанов, Георги Касапчето и Трайко Краля да възстановят активността на ВМОРО в Битолско.
На 28 ноември 1909 година Йованович е убит от Георги Касапчето и Васил Пуфката, след което избухва афера при която са арестувани 40 българи в Битоля, сред които Георги Попхристов, Александър Евтимов, Милан Матов, Павел Христов, Георги Николов и Аце Дорев, а няколко албанци са обесени по подозрение в съучастничество. След два месеца затвор всички са оправдани от военен съд и освободени.